# Blackened Cities
Blackened Cities is een ep van de Belgische zangeres Melanie De Biasio. De ep werd door critici zeer positief onthaald. Het album onderscheidt zich van andere ep's doordat hij slechts uit één nummer van 25 minuten lang bestaat, waardoor het wel nog altijd de lengte heeft van een doorsnee-ep. Biasio promootte het album tijdens een minitournee door drie landen.

## Achtergrond

### Artwork
Op de hoes van Blackened Cities is Biasio's thuisstad Charleroi te zien. Het is een zwart-witfoto genomen door Stephan Vanfleteren waarin de industrie aan de rivier de Samber duidelijk in beeld wordt gebracht. De zangeres verkreeg op 2 februari 2017 een MIA voor het artwork van de plaat.

### Titel
De titel Blackened Cities werd gekozen als eerbetoon aan de oude, vervallen steden die De Biasio bezocht tijdens haar tournee.